# Eugène Lapierre
Pour les articles homonymes, voir Lapierre.
Eugène Lapierre, né à Montréal le 8 juin 1899 et mort le 21 octobre 1970, est un organiste, professeur, compositeur et musicographe québécois. Il fut également administrateur du Conservatoire national de Montréal de 1927 jusqu'à sa mort en 1970, à l'âge de 71 ans.

## Biographie
Il commence ses études musicales avec Lucien Perreault et devient soprano. Ayant découvert un goût pour l'orgue, il complète cependant des études en journalisme et en administration au HEC Montréal.
Parallèlement à sa carrière journalistique, il suit des cours d'orgue avec Benoît Poirier et joue dans plusieurs églises, dont l'église Sainte-Philomène de Rosemont, l'église Saint-Alphonse-d'Youville, l'église Saint-Jacques-le-Mineur, l'église Saint-Stanislas-de-Kostka et l'église Saint-Denis de Montréal.
Alors qu'il occupe le poste de secrétaire du Conservatoire national de Montréal, il obtient une bourse gouvernementale pour compléter ses études à l'Institut grégorien de Paris et à la Schola cantorum. Ses maîtres sont à l'époque Georges Caussade, Vincent d'Indy, Sylva Hérard et Simone Plé-Caussade.
Après avoir passé un séjour à l'abbaye de Solesmes, il revint au Canada pour diriger le conservatoire national. Il obtient son doctorat en musique en 1930, le premier à avoir été décerné par l'Université de Montréal. Professeur invité à l'étranger, il enseigna à l'Institut grégorien de l'Amérique de Toledo, à l'Académie des arts musicaux de Détroit et à la Liturgical School of Music de Burlington, au Vermont.
Président de la Société historique de Montréal, il fut délégué à plusieurs congrès internationaux de musique et il participa au congrès de la langue française tenu en 1937 dans la ville de Québec. En outre, il donna plus de soixante récitals sur le territoire nord-américain.
Lapierre composa de nombreuses pièces de musique sacrée. Il est notamment l'auteur d'une importante biographie de Calixa Lavallée, dans laquelle il dénonce l'étroitesse d'esprit et la mentalité d'« ignorant satisfait » qui prévalaient au dix-neuvième siècle chez une grande partie de l'élite du Québec.
Il compte parmi ses élèves Gaston Allaire (musicologue), Émilien Allard (carillonneur), Françoise Aubut (organiste), Albertine Caron-Legris, Alfred Mignault, Colombe Pelletier (pianiste) et Pierre Grandmaison.
Le fonds d’archives Eugène Lapierre (MSS41) est conservé au centre d’archives de Montréal de Bibliothèque et Archives nationales du Québec .

## Œuvres musicales
- Ave Admirabilis
- Qui ad justitiam
- Cantique à saint Jean de Dieu
- Le Traversier de Boston, 1933
- Le Père des amours, 1942 ; opéra-comique sur la vie de Joseph Quesnel, présenté dans le cadre du 300e anniversaire de Montréal;
- Messe de Noël, 1945 (d'après Joseph-Julien Perreault)
- Le Vagabond de la gloire, 1947
- 80 cantiques à sainte Anne, 1958

## Ouvrages publiés
- Le Rôle social de la musique, 1930
- Les Vedettes de la musique canadienne, 1931
- La Musique au sanctuaire, 1932
- Pourquoi la musique ?, 1933
- Calixa Lavallée, musicien national du Canada, 1936
- Un style canadien de musique, 1942
- Le Mouvement musical dans le Québec, 1948
- Traité sommaire d'accompagnement grégorien, 1949

## Honneurs
- 1935 - Médaille du Jubilé
- 1937 - Médaille du Couronnement
- 1937 - Prix David
- 1966 - Prix Bene Merenti de Patria décernée par la Société Saint-Jean-Baptiste de Montréal
- 1963 - Chevalier de l'ordre souverain de Malte